# Anomiopus genieri
Anomiopus genieri är en skalbaggsart som beskrevs av Canhedo 2006. Anomiopus genieri ingår i släktet Anomiopus och familjen bladhorningar. Inga underarter finns listade i Catalogue of Life.